# Свен Улоф Оке Петерсон
Свен Улоф Оке Петерсон (швед. Sven Olof Åke Peterson, 6 січня 1948) — шведський дипломат.

## Біографія
Народився 6 січня 1948 р. Володіє англійською та російською мовами.
З 1969 по 1974 — працівник Посольства Швеції в Москві;
З 1974 по 1975 — третій секретар МЗС Швеції;
З 1975 по 1976 — третій секретар Посольства Швеції в Москві;
З 1976 по 1978 — третій, другий секретар Посольства Швеції в Пхеньяні;
З 1978 по 1980 — другий секретар Посольства Швеції в Гельсінкі;
З 1980 по 1984 — перший секретар МЗС Швеції;
З 1984 по 1986 — перший секретар Посольства Швеції в Абіджані;
З 1986 по 1990 — перший секретар Посольства Швеції в Белграді;
З 1990 по 1992 — радник Посольства Швеції в Дар-ес-Саламі;
З 1992 по 1999 — радник МЗС Швеції;
З 1999 по 2000 — начальник управління МЗС Швеції, Посланник Комісії ЄС у Вашингтоні;
З 2000 по 2004 — Надзвичайний і Повноважний Посол Королівства Швеція в Україні.